# Ibtihaj Muhammad

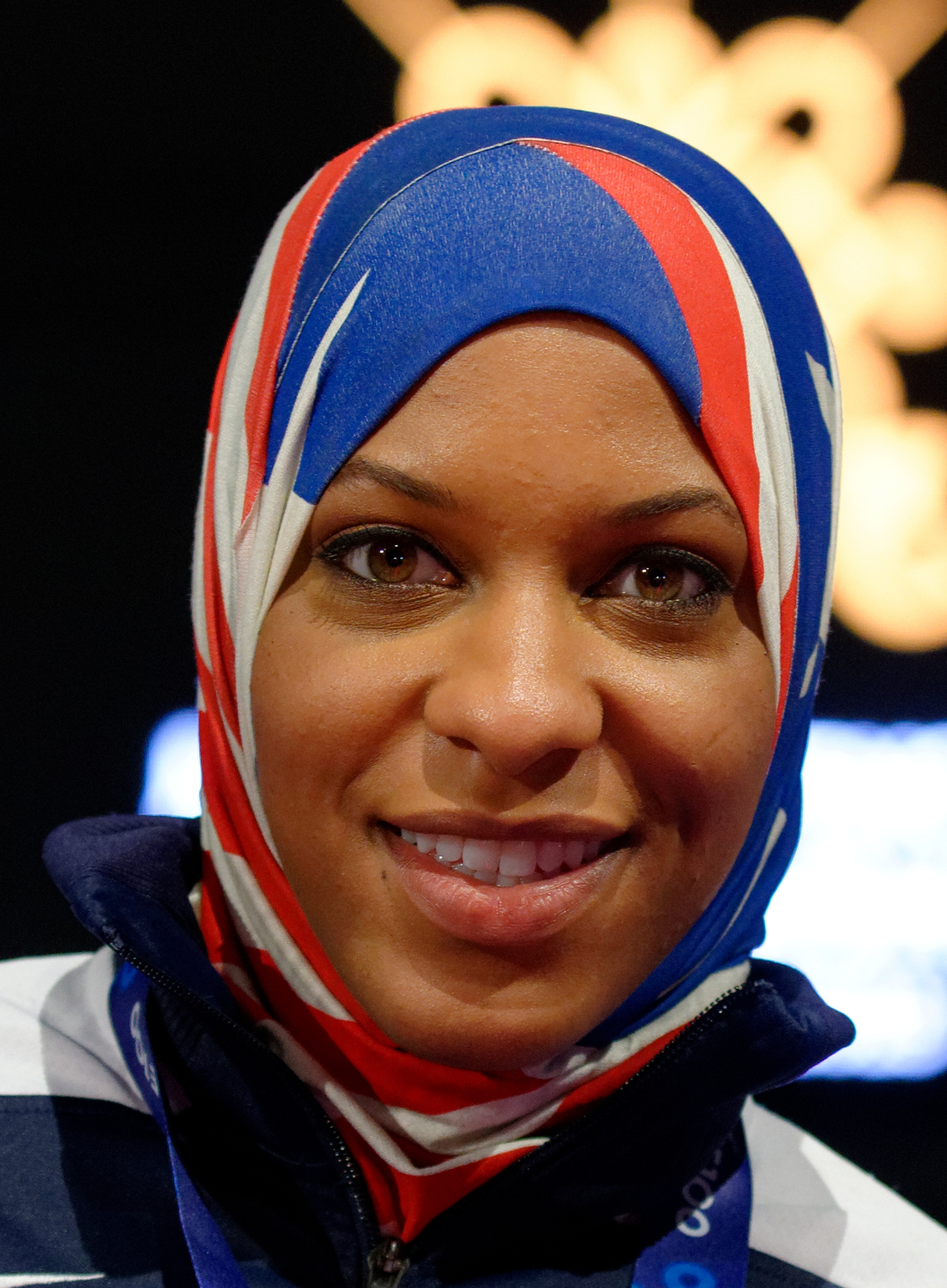
Ibtihaj Muhammad, 2013

Ibtihaj Muhammad (geboren am 4. Dezember 1985 in Maplewood, New Jersey) ist eine US-amerikanische Säbelfechterin und Mitglied der Nationalmannschaft. Sie wurde als die erste muslimische US-Amerikanerin bekannt, die für die USA in einem olympischen Wettbewerb mit einem Hidschāb antrat. Im Damen-Einzel des Säbelfechtens während der Olympischen Sommerspiele 2016 schied sie in der zweiten Runde gegen die Französin Cécilia Berder aus. Im Mannschaftswettbewerb gewann sie mit dem US-amerikanischen Team die Bronzemedaille. Damit wurde sie die erste muslimische Athletin, die für die Vereinigten Staaten eine Medaille bei Olympischen Spielen erkämpfte.
Muhammad ist Sportbotschafterin einer Kampagne des Außenministeriums der Vereinigten Staaten zur Förderung von Mädchen und Frauen. Eine ab 2018 von Mattel vermarktete Barbie-Puppe im Fechtanzug und mit Hidschāb ist Ibtihaj Muhammad nachempfunden und wurde in Zusammenarbeit mit ihr gestaltet.

## Kindheit und Jugend
Ibtihaj Muhammad ist in Maplewood geboren und aufgewachsen, einer etwa 40 Kilometer von Manhattan entfernten Vorstadt im Bundesstaat New Jersey. Sie ist afroamerikanischer Herkunft. Ihre Eltern sind in den Vereinigten Staaten geboren und zum Islam konvertiert. Ihr Vater, Eugene Shamsiddin Muhammad, ist ein pensionierter Polizeibeamter aus Newark, New Jersey. Ihre Mutter Denise war Sonderpädagogin an einer Grundschule. Muhammad hat vier Geschwister.
Wegen ihrer religiösen Überzeugung wählten Muhammads Eltern für sie eine Sportart aus, in der sie ihren Vorstellungen über die angemessene Bekleidung einer muslimischen Frau folgen und einen Hidschāb tragen konnte.
Ibtihaj Muhammad schloss 2003 ihre Schulausbildung an der öffentlichen Columbia High School in ihrer Heimatstadt Maplewood ab. Anschließend studierte sie mit einem Stipendium der Universität an der Duke University in North Carolina, wo sie 2007 einen zweifachen Bachelorabschluss in den Fächern Internationale Beziehungen und African American studies erlangte.

## Fechtsport

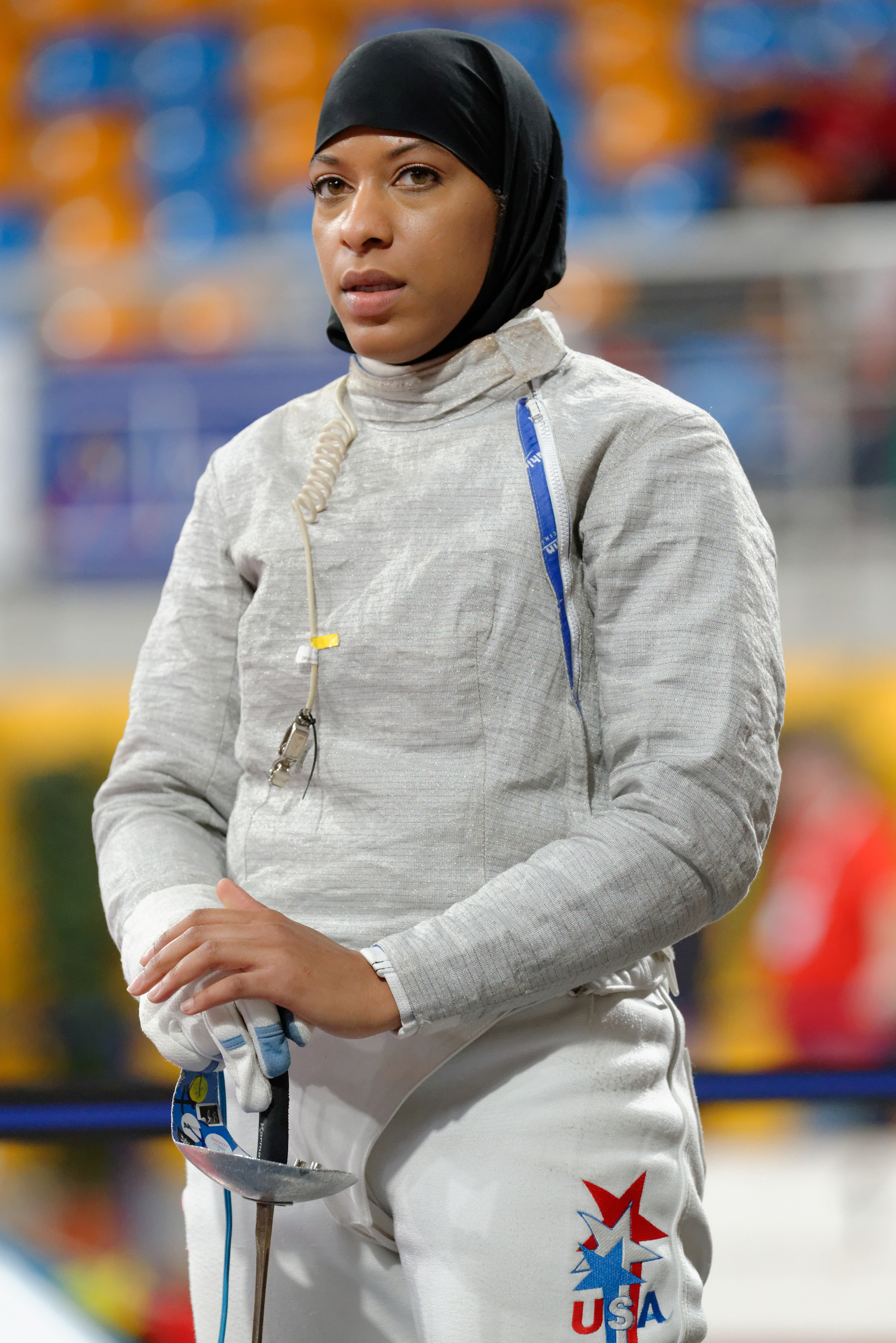
Ibtihaj Muhammad, 2014

Muhammad begann im Alter von 13 Jahren in der Schulmannschaft der Columbia High School mit dem Fechten. Nach einiger Zeit wechselte sie das Sportgerät vom Degen zum Säbel.
Ende 2002 wurde sie in das Programm der angesehenen Peter Westbrook Foundation aufgenommen. Die Stiftung engagiert sich in New York City und Umgebung für Jugendliche aus einkommensschwachen Familien und hat es sich zum Ziel gesetzt, neben der Ausbildung im Fechtsport und sportlichem Verhalten das kritische Denken, das Selbstbewusstsein, eine gesunde Lebensführung und akademische Leistungen zu fördern. Muhammad wurde in das Eliteprogramm der Stiftung aufgenommen und in New York City von Akhi Spencer-El trainiert, der ebenfalls von der Peter Westbrook Foundation unterstützt worden ist und im Jahr 2000 als Säbelfechter an den Olympischen Spielen in Sydney teilgenommen hat.
Muhammad ist seit 2010 Mitglied der US-amerikanischen Nationalmannschaft im Säbelfechten.

### Olympische Sommerspiele 2016
Während der Olympischen Sommerspiele 2016 wurde Ibtihaj Muhammad als die erste muslimische US-Amerikanerin bekannt, die für die USA in einem olympischen Wettbewerb an den Start ging und einen Hidschāb trug. Im Dameneinzel des Säbelfechtens während der Olympischen Sommerspiele 2016 gewann sie in der ersten Qualifikationsrunde, schied aber in der zweiten Runde gegen die Französin Cécilia Berder aus. Im Mannschaftswettbewerb verlor sie mit dem US-amerikanischen Team im Halbfinale gegen Russland, gewann aber gegen Italien die Bronzemedaille. Damit wurde Muhammad die erste muslimische Athletin, die für die Vereinigten Staaten eine Medaille bei Olympischen Spielen erkämpfte.

## Symbol gegen Intoleranz

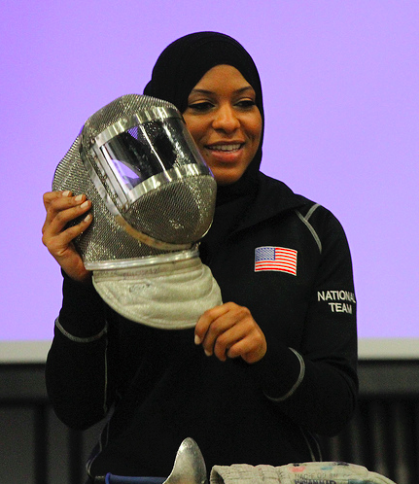
Ibtihaj Muhammad in der Sarah Bonnell School, einer Mädchenschule in London, 2013

Die Olympischen Sommerspiele 2016 fanden während des Wahlkampfs zur Präsidentschaftswahl in den Vereinigten Staaten statt, in dem auch die Frage der Integration von Muslimen und das Verhältnis zu in den Vereinigten Staaten geborenen Muslimen eins der Themen war. In ihrer Online-Ausgabe bezeichnete die britische Tageszeitung The Guardian Muhammad als „eines der besten Symbole gegen Intoleranz, das Amerika bekommen kann“ (englisch: one of the best symbols against intolerance America can ever have). Im Vorfeld der Spiele hatte Muhammad gegenüber der Nachrichtenwebsite The Daily Beast erklärt, dass sie sich als Muslimin in ihrer Heimat nicht sicher fühle. Es gebe in den Vereinigten Staaten ein Klima anti-islamischer Stimmung, das sie als bedrohlich empfinde.

## Andere Aktivitäten
2014 gründete Muhammad mit ihren Geschwistern in Los Angeles das Modelabel Louella. Das Angebot des Unternehmens richtet sich an muslimische Frauen und umfasst modische Kleidung, die den religiösen Kleidervorschriften entspricht.
Muhammad unterstützt als Sportbotschafterin eine Kampagne des Außenministeriums der Vereinigten Staaten zur Förderung von Mädchen und Frauen. Sie hat mehrere Länder bereist und versucht die Bedeutung von Sport und Bildung zu vermitteln.
Im November 2017 stellte der US-amerikanische Spielzeughersteller Mattel Inc. eine neue Barbie-Puppe in Fechtkleidung vor, die einen Hidschāb trägt. Nach Angaben des Unternehmens ist die Puppe Ibtihaj Muhammad nachempfunden, die auch an ihrer Gestaltung beteiligt war. Die Puppe erscheint in der Serie Sheroes, einer Wortbildung aus She und Heroes (deutsch: „Sie“ und „Helden“), mit der Mattel eigenen Angaben zufolge „Mädchen zeigen will, dass sie alles werden können“. Die Puppe soll im Jahr 2018 auf den Markt kommen.